# Saison 2012 des Giants de New York
Chronologie
Précédent Suivant
La saison 2012 des Giants de New York est la 88e saison de la franchise au sein de la National Football League. Il s'agit de la 3e saison jouée au MetLife Stadium à East Rutherford dans le New Jersey, la 9e sous la direction de l'entraîneur principal Tom Coughlin.
Les Giants sont les tenants du titre de champion du monde de football américain à la suite de leur 4e victoire dans un Super Bowl (victoire 21 à 17 au Super Bowl XLVI contre les Patriots de la Nouvelle-Angleterre). La saison 2012 se termine sur un bilan de neuf victoires pour sept défaites (comme l'année précédente). Ils finissent cependant seconds de la division NFC Est, coiffés par les Washington Redskins emmenés par leur rookie QB Robert Griffin III, lesquels affichent 10 victoires pour 6 défaites. Les Giants ne sont classés que 8e dans la conférence NFC et 14e de la ligue NFL. Ils ne sont donc pas qualifiés pour les playoffs.
Le  Super Bowl XLVII joué le 3 février 2013 sera gagné 34 à 31 par les Ravens de Baltimore au détriment des 49ers de San Francisco. Le MVP du Super Bowl est le QB Joe Flacco des Ravens de Baltimore.
Le MVP de la saison (également meilleur joueur offensif) est le RB Adrian Peterson des Vikings du Minnesota et le meilleur joueur défensif est le DE J. J. Watt des Texans de Houston.

## Free Agency
| Postes | Joueurs           | Statut | Équipe en 2012  | Notes et références                             |
| ------ | ----------------- | ------ | --------------- | ----------------------------------------------- |
| CB     | Bruce Johnson     | ERFA   | -               | N’a plus été repris en NFL après la saison 2010 |
| DT     | Jimmy Kennedy     | UFA    | -               | N’a plus été repris en NFL après la saison 2011 |
| T      | Kareem McKenzie   | UFA    | -               | N’a plus été repris en NFL après la saison 2011 |
| FS     | Deon Grant        | UFA    | -               | N’a plus été repris en NFL après la saison 2011 |
| OT/G   | Stacy Andrews     | UFA    | -               | N’a plus été repris en NFL après la saison 2011 |
| WR     | Michael Clayton   | UFA    | -               | N’a plus été repris en NFL après la saison 2011 |
| MLB    | Jonathan Goff     | UFA    | -               | N’a plus été repris en NFL après la saison 2010 |
| DT     | Rocky Bernard     | UFA    | New York Giants | Re-signe le 11 juin 2012                        |
| MLB    | Chase Blackburn   | UFA    | New York Giants | Re-signe 1 an le 13 avril 2012                  |
| QB     | David Carr        | UFA    | New York Giants | Signe 1 an à la mi-mars 2012                    |
| CB     | Michael Coe       | UFA    | New York Giants | Signe en mars 2012                              |
| WR     | Domenik Hixon     | UFA    | New York Giants | Re-signe le 2 mars 2012                         |
| FB     | Bear Pascoe       | RFA    | New York Giants | Signe un contrat d’1 an le 16 avril 2012        |
| CB     | Terrell Thomas    | UFA    | New York Giants | Signe un contrat de 4 ans en mars 2012          |
| CB     | Justin Tryon      | UFA    | New York Giants | Re-signe en mars 2012                           |
| P      | Steve Weatherford | UFA    | New York Giants | Signe un contrat de 5 ans le 16 mars 2012       |
| T      | Tony Ugoh         | UFA    | -               | Annonce sa retraite le 30 juillet 2012          |

|  | Giants ayant re-signé |

Joueurs ayant quitté la franchise :
| - CB - Aaron Ross (UFA) - Jaguars de Jacksonville - DE - Dave Tollefson (UFA) - Oakland Raiders - WR - Devin Thomas (UFA) - Bears de Chicago - WR - Mario Manningham (UFA) - 49ers de San Francisco | - SS - Derrick Martin (UFA) - Patriots de la Nouvelle-Angleterre - RB - Brandon Jacobs (UFA) - 49ers de San Francisco - TE - Jake Ballard (ERFA) - Patriots de la Nouvelle-Angleterre - CB - Will Blackmon (UFA) - ne joue pas en 2012 et arrive à Jaguars de Jacksonville en 2012 |

## Draft 2012
| Tour | Sélection | Joueur          | Postes | Universités   |
| ---- | --------- | --------------- | ------ | ------------- |
| 1    | 32        | David Wilson    | RB     | Virginia Tech |
| 2    | 66        | Rueben Randle   | WR     | LSU           |
| 3    | 94        | Jayron Hosley   | CB     | Virginia Tech |
| 4    | 127       | Adrien Robinson | TE     | Cincinnati    |
| 4    | 131       | Brandon Mosley  | OT     | Auburn        |
| 6    | 201       | Matt McCants    | OT     | UAB           |
| 7    | 239       | Markus Kuhn     | DT     | NC State      |

NOTES:
Les Giants ont échangé leur 5e tour de draft (choix no 167) avec les Bengals de Cincinnati en échange du linebacker Keith Rivers.
Les Giants avaient obtenu un 4e tour compensatoire (choix no 131)

## Le staff
Le 10 février, le coach des quaterbacks Mike Sulivan est embauché comme nouveau coordinateur offensif des Buccaneers de Tampa Bay. Il se trouvait dans le staff de Tom Coughlin depuis que celui-ci avait commencé sa carrière d'entraîneur principal des Giants en 2004. Il y avait tout d'abord officié en tant qu'entraîneur des Wide Receivers de 2004 à 2009 pour ensuite reprendre le poste d'entraîneur des quaterbacks en 2010 et 2011.
Le 13 février c'est l'entraîneur de la ligne offensive, Jack Bicknell Jr., qui est nommé entraîneur de la ligne offensive des Chiefs de Kansas City après 3 saisons passées chez les Giants.
Ils seront remplacés respectivement par Sean Ryan et Pat Flaherty.

## Les résultats

### L'avant saison
Les adversaires et le programme des Giants d'avant saison ont été annoncés le 4 avril 2012.
| Semaines                                          | Dates   | Heures       | Adversaires                        | Résultats | Résultats    | Lieux           | TVs  | NFL.com résumés |
| Semaines                                          | Dates   | Heures       | Adversaires                        | Scores    | Statistiques | Lieux           | TVs  | NFL.com résumés |
| ------------------------------------------------- | ------- | ------------ | ---------------------------------- | --------- | ------------ | --------------- | ---- | --------------- |
| 1                                                 | 10 août | 7:30 p.m. ET | @ Jaguars de Jacksonville          | P 31–32   | 0–1          | EverBank Field  | WWOR | Recap           |
| 2                                                 | 18 août | 7:00 p.m. ET | @ Jets de New York                 | G 26–3    | 1–1          | MetLife Stadium | WCBS | Recap           |
| 3                                                 | 24 août | 8:00 p.m. ET | Bears de Chicago                   | P 17–20   | 1–2          | MetLife Stadium | CBS  | Recap           |
| 4                                                 | 29 août | 7:30 p.m. ET | Patriots de la Nouvelle-Angleterre | G 6–3     | 2–2          | MetLife Stadium | WNBC | Recap           |
| Bilan de l'avant-saison : 2 victoires, 2 défaites |         |              |                                    |           |              |                 |      |                 |

- (A.P.) = Après prolongations
- ET = Heures en Zone Eastern Time

### La saison régulière
Annoncé le 17 avril 2012, le programme des Giants de New York est le plus dur de toute la NFL puisqu'ils doivent rencontrer en 2012 des équipes qui présentent en 2011 une fiche globale de 140 victoires pour 116 défaites (.547).
| 1  | 5 septembre  | Cowboys de Dallas       | P 17–24 | 0–1 | MetLife Stadium         | Recap |     |     |
| 2  | 16 septembre | Tampa Bay Buccaneers    | G 41–34 | 1–1 | MetLife Stadium         | Recap |     |     |
| 3  | 20 septembre | @ Carolina Panthers     | G 36–7  | 2–1 | Bank of America Stadium | Recap |     |     |
| 4  | 30 septembre | @ Philadelphia Eagles   | L 17–19 | 2–2 | Lincoln Financial Field | Recap |     |     |
| 5  | 7 octobre    | Cleveland Browns        | G 41–27 | 3–2 | MetLife Stadium         | Recap |     |     |
| 6  | 14 octobre   | @ San Francisco 49ers   | G 26–3  | 4–2 | Candlestick Park        | Recap |     |     |
| 7  | 21 octobre   | Washington Redskins     | G 27–23 | 5–2 | MetLife Stadium         | Recap |     |     |
| 8  | 28 octobre   | @ Cowboys de Dallas     | W 29–24 | 6–2 | Cowboys Stadium         | Recap |     |     |
| 9  | 4 novembre   | Pittsburgh Steelers     | P 20–24 | 6–3 | MetLife Stadium         | Recap |     |     |
| 10 | 11 novembre  | @ Bengals de Cincinnati | P 13–31 | 6–4 | Paul Brown Stadium      | Recap |     |     |
| 11 | Bye          | Bye                     | Bye     | Bye | Bye                     | Bye   | Bye | Bye |
| 12 | 25 novembre  | Green Bay Packers       | G 38–10 | 7–4 | MetLife Stadium         | Recap |     |     |
| 13 | 3 décembre   | @ Washington Redskins   | P 16–17 | 7–5 | FedEx Field             | Recap |     |     |
| 14 | 9 décembre   | New Orleans Saints      | G 52–27 | 8–5 | MetLife Stadium         | Recap |     |     |
| 15 | 16 décembre  | @ Atlanta Falcons       | P 0–34  | 8–6 | Georgia Dome            | Recap |     |     |
| 16 | 23 décembre  | @ Baltimore Ravens      | L 14–33 | 8–7 | M&T Bank Stadium        | Recap |     |     |
| 17 | 30 décembre  | Philadelphia Eagles     | G 42–7  | 9–7 | MetLife Stadium         | Recap |     |     |

## Les Playoffs
Non qualifiés.

## Résumés des matchs
| Semaine 1 : Dallas Cowboys                          |   |    |    |   |       |
| Lieu : MetLife Stadium, East Rutherford, New Jersey |   |    |    |   |       |
| Date : 8 septembre                                  |   |    |    |   |       |
| Conditions météo : 25 °C, doux                      |   |    |    |   |       |
| Assistance : 82.287                                 |   |    |    |   |       |
| Arbitre : Jim Core                                  |   |    |    |   |       |
| Lien pour résumé complet du match : Recap           |   |    |    |   |       |
| Quart-temps                                         | 1 | 2  | 3  | 4 | Total |
| Dallas Cowboys                                      | 0 | 7  | 10 | 7 | 24    |
| New York Giants                                     | 0 | 37 | 7  | 7 | 17    |

| Semaine 2 : Tampa Bay Buccaneers                    |   |     |   |    |       |
| Lieu : MetLife Stadium, East Rutherford, New Jersey |   |     |   |    |       |
| Date : 16 septembre                                 |   |     |   |    |       |
| Conditions météo : 23 °C, partiellement ensoleillé  |   |     |   |    |       |
| Assistance : 81.285                                 |   |     |   |    |       |
| Arbitre : Jim Core                                  |   |     |   |    |       |
| Lien pour résumé complet du match : Recap           |   |     |   |    |       |
| Quart-temps                                         | 1 | 2   | 3 | 4  | Total |
| Tampa Bay Buccaneers                                | 3 | 2 1 | 3 | 1  | 34    |
| New York Giants                                     | 6 | 7   | 3 | 25 | 41    |

| Semaine 3 : @ Carolina Panthers                           |    |    |   |    |       |
| Lieu : Bank of America Stadium, Charlotte, North Carolina |    |    |   |    |       |
| Date : 20 septembre                                       |    |    |   |    |       |
| Conditions météo : 24 °C, partiellement nuageux           |    |    |   |    |       |
| Assistance : 73.951                                       |    |    |   |    |       |
| Arbitre : Robert Frazer                                   |    |    |   |    |       |
| Lien pour résumé complet du match : Recap                 |    |    |   |    |       |
| Quart-temps                                               | 1  | 2  | 3 | 4  | Total |
| New York Giants                                           | 10 | 10 | 6 | 10 | 36    |
| Carolina Panthers                                         | 0  | 0  | 7 | 0  | 7     |

| Semaine 4 : @ Philadelphia Eagles                          |   |   |   |   |       |
| Lieu : Lincoln Financial Field, Philadelphie, Pennsylvanie |   |   |   |   |       |
| Date : 30 septembre                                        |   |   |   |   |       |
| Conditions météo : 17 °C, partiellement nuageux            |   |   |   |   |       |
| Assistance : 69.144                                        |   |   |   |   |       |
| Arbitre : Ron Winter                                       |   |   |   |   |       |
| Lien pour résumé complet du match : Recap                  |   |   |   |   |       |
| Quart-temps                                                | 1 | 2 | 3 | 4 | Total |
| New York Giants                                            | 0 | 3 | 7 | 7 | 17    |
| Philadelphia Eagles                                        | 0 | 7 | 6 | 6 | 19    |

| Semaine 5 : Cleveland Browns                        |    |    |   |   |       |
| Lieu : MetLife Stadium, East Rutherford, New Jersey |    |    |   |   |       |
| Date : 7 octobre                                    |    |    |   |   |       |
| Conditions météo : 11 °C, pluie                     |    |    |   |   |       |
| Assistance : 79.911                                 |    |    |   |   |       |
| Arbitre : Clete Blakeman                            |    |    |   |   |       |
| Lien pour résumé complet du match : Recap           |    |    |   |   |       |
| Quart-temps                                         | 1  | 2  | 3 | 4 | Total |
| Cleveland Browns                                    | 14 | 3  | 3 | 7 | 27    |
| New York Giants                                     | 7  | 20 | 7 | 7 | 41    |

| Semaine 6 : @ San Francisco 49ers                  |   |    |    |   |       |
| Lieu : Candlestick Park, San Francisco, California |   |    |    |   |       |
| Date : 14 octobre                                  |   |    |    |   |       |
| Conditions météo : 16 °C, ensoleillé               |   |    |    |   |       |
| Assistance : 69.732                                |   |    |    |   |       |
| Arbitre : John Parry                               |   |    |    |   |       |
| Lien pour résumé complet du match : Recap          |   |    |    |   |       |
| Quart-temps                                        | 1 | 2  | 3  | 4 | Total |
| New York Giants                                    | 0 | 10 | 13 | 3 | 26    |
| San Francisco 49ers                                | 3 | 0  | 0  | 0 | 3     |

| Semaine 7 : Washington Redskins                     |   |    |   |    |       |
| Lieu : MetLife Stadium, East Rutherford, New Jersey |   |    |   |    |       |
| Date : 21 octobre                                   |   |    |   |    |       |
| Conditions météo : 16 °C, partieLlement ensoleillé  |   |    |   |    |       |
| Assistance : 81.352                                 |   |    |   |    |       |
| Arbitre : Ed Hochuli                                |   |    |   |    |       |
| Lien pour résumé complet du match : Recap           |   |    |   |    |       |
| Quart-temps                                         | 1 | 2  | 3 | 4  | Total |
| Washington Redskins                                 | 3 | 10 | 0 | 0  | 23    |
| New York Giants                                     | 0 | 13 | 0 | 14 | 27    |

| Semaine 8 : @ Dallas Cowboys              |    |    |    |   |       |
| Lieu : Cowboys Stadium, Arlington, Texas  |    |    |    |   |       |
| Date : 28 octobre                         |    |    |    |   |       |
| Conditions météo : 17 °C, ensoleillé      |    |    |    |   |       |
| Assistance : 94.067                       |    |    |    |   |       |
| Arbitre : Scott Green                     |    |    |    |   |       |
| Lien pour résumé complet du match : Recap |    |    |    |   |       |
| Quart-temps                               | 1  | 2  | 3  | 4 | Total |
| New York Giants                           | 13 | 10 | 0  | 6 | 29    |
| Dallas Cowboys                            | 0  | 10 | 14 | 0 | 24    |

| Semaine 9 : Pittsburgh Steelers                     |   |    |   |    |       |
| Lieu : MetLife Stadium, East Rutherford, New Jersey |   |    |   |    |       |
| Date : 4 novembre                                   |   |    |   |    |       |
| Conditions météo : 7 °C, le plus souvent dégagé     |   |    |   |    |       |
| Assistance : 80.990                                 |   |    |   |    |       |
| Arbitre : Bill Leavy                                |   |    |   |    |       |
| Lien pour résumé complet du match : Recap           |   |    |   |    |       |
| Quart-temps                                         | 1 | 2  | 3 | 4  | Total |
| Pittsburgh Steelers                                 | 0 | 10 | 0 | 14 | 24    |
| New York Giants                                     | 0 | 14 | 6 | 14 | 20    |

| Semaine 10 : @ Cincinnati Bengals               |    |   |    |   |       |
| Lieu : Paul Brown Stadium, Cincinnati, Ohio     |    |   |    |   |       |
| Date : 11 novembre                              |    |   |    |   |       |
| Conditions météo : 21 °C, partiellement nuageux |    |   |    |   |       |
| Assistance : 56.514                             |    |   |    |   |       |
| Arbitre : Mike Carey                            |    |   |    |   |       |
| Lien pour résumé complet du match : Recap       |    |   |    |   |       |
| Quart-temps                                     | 1  | 2 | 3  | 4 | Total |
| New York Giants                                 | 3  | 3 | 0  | 7 | 13    |
| Bengals de Cincinnati                           | 14 | 3 | 14 | 0 | 31    |

Les Giants sont en repos en semaine 11.
| Semaine 12 : Green Bay Packers                      |    |    |   |   |       |
| Lieu : MetLife Stadium, East Rutherford, New Jersey |    |    |   |   |       |
| Date : 25 novembre                                  |    |    |   |   |       |
| Conditions météo : 1 °C, le plus souvent dégagé     |    |    |   |   |       |
| Assistance : 80.365                                 |    |    |   |   |       |
| Arbitre : Terry McAulay                             |    |    |   |   |       |
| Lien pour résumé complet du match : Recap           |    |    |   |   |       |
| Quart-temps                                         | 1  | 2  | 3 | 4 | Total |
| Green Bay Packers                                   | 7  | 3  | 0 | 0 | 10    |
| New York Giants                                     | 17 | 14 | 7 | 0 | 38    |

| Semaine 13 : @ Washington Redskins              |   |    |   |   |       |
| Lieu : FedEx Field, Landover, Maryland          |   |    |   |   |       |
| Date : 3 décembre                               |   |    |   |   |       |
| Conditions météo : 13 °C, partiellement nuageux |   |    |   |   |       |
| Assistance : 80.246                             |   |    |   |   |       |
| Arbitre : Jerome Boger                          |   |    |   |   |       |
| Lien pour résumé complet du match : Recap       |   |    |   |   |       |
| Quart-temps                                     | 1 | 2  | 3 | 4 | Total |
| New York Giants                                 | 3 | 10 | 3 | 0 | 16    |
| Washington Redskins                             | 7 | 3  | 0 | 7 | 17    |

| Semaine 14 : New Orleans Saints                     |    |   |    |    |       |
| Lieu : MetLife Stadium, East Rutherford, New Jersey |    |   |    |    |       |
| Date : 9 décembre                                   |    |   |    |    |       |
| Conditions météo : 6 °C, pluie                      |    |   |    |    |       |
| Assistance : 81.437                                 |    |   |    |    |       |
| Arbitre : Jeff Triplette                            |    |   |    |    |       |
| Lien pour résumé complet du match : Recap           |    |   |    |    |       |
| Quart-temps                                         | 1  | 2 | 3  | 4  | Total |
| Green Bay Packers                                   | 7  | 6 | 14 | 0  | 27    |
| New York Giants                                     | 14 | 7 | 14 | 17 | 52    |

| Semaine 15 : @ at Atlanta Falcons                          |    |   |    |   |       |
| Lieu : Georgia Dome, Atlanta, Georgia                      |    |   |    |   |       |
| Date : 16 décembre                                         |    |   |    |   |       |
| Conditions météo : joué en indoor (stade couvert et fermé) |    |   |    |   |       |
| Assistance : 70.741                                        |    |   |    |   |       |
| Arbitre : Bill Leavy                                       |    |   |    |   |       |
| Lien pour résumé complet du match : Recap                  |    |   |    |   |       |
| Quart-temps                                                | 1  | 2 | 3  | 4 | Total |
| New York Giants                                            | 0  | 0 | 0  | 0 | 0     |
| Atlanta Falcons                                            | 14 | 3 | 10 | 7 | 34    |

| Semaine 16 : @ Baltimore Ravens              |    |    |   |   |       |
| Lieu : M&T Bank Stadium, Baltimore, Maryland |    |    |   |   |       |
| Date : 23 décembre                           |    |    |   |   |       |
| Conditions météo : 11 °C, ensoleillé         |    |    |   |   |       |
| Assistance : 71.470                          |    |    |   |   |       |
| Arbitre : Carl Cheffers                      |    |    |   |   |       |
| Lien pour résumé complet du match : Recap    |    |    |   |   |       |
| Quart-temps                                  | 1  | 2  | 3 | 4 | Total |
| New York Giants                              | 7  | 0  | 0 | 7 | 14    |
| Baltimore Ravens                             | 14 | 10 | 3 | 6 | 33    |

| Semaine 17 : Philadelphia Eagles                    |    |    |   |   |       |
| Lieu : MetLife Stadium, East Rutherford, New Jersey |    |    |   |   |       |
| Date : 30 décembre                                  |    |    |   |   |       |
| Conditions météo : 0 °C, venteux                    |    |    |   |   |       |
| Assistance : 80.657                                 |    |    |   |   |       |
| Arbitre : Tony Corrente                             |    |    |   |   |       |
| Lien pour résumé complet du match : Recap           |    |    |   |   |       |
| Quart-temps                                         | 1  | 2  | 3 | 4 | Total |
| Philadelphia Eagles                                 | 0  | 7  | 0 | 0 | 7     |
| Giants de New York                                  | 21 | 14 | 0 | 7 | 42    |

## Analyse de la saison 2012[6]
La saison 2012 des Giants de New York est un échec collectif, les joueurs n’ayant jamais réellement défendu convenablement leur titre de champions du monde. Ils n’ont été que très rarement convaincants (contre les Panthers, les Packers ou encore les Saints).  Lors des autres matchs, ils ont été trop fébriles, leurs victoires ne se jouant que sur de petits détails. La victoire contre les 49ers par exemple n’était principalement due qu’à un très mauvais « play calling » de la part de l’entraîneur adverse, Jim Harbaugh (alors que son équipe avait dominé les Giants par les courses tout le premier quart temps, celles-ci ont mystérieusement disparu par la suite). Un autre match fut gagné malgré 3 interceptions en début de match. Lors de leurs défaites, les joueurs ont toujours donné l'impression de ne jamais se donner à 100%.  Les G-men ont aussi oublié une devise qui pourtant leur tenait à cœur : « talk is cheap, just play the game ». Cette saison était clairement en opposition à cette devise. On les a surtout entendu devant les micros des médias, se cherchant des excuses (l’arbitrage, le playcalling adverse pour neutraliser la pression, les double teams, etc.) ou encore se retranchant derrière les qualités d’un adversaire pour tenter de faire passer leurs échecs comme quelque chose de normal et d'attendu. La passion était clairement devant les micros mais pas sur le terrain. Il y a bien eu quelques tentatives de changement d'attitude mais cela ne se transformera jamais en un effort régulier et prolongé. Ils ne parviendront pas à redresser la situation pour s’assurer une qualification aux playoffs afin de défendre le titre qu’ils avaient obtenu après tant d’efforts l’année précédente. Pourtant à mi-saison le bilan de 6 victoires pour 2 défaites laissait augurer du meilleur. Malheureusement, la défaite contre les Redskins en semaine 13 relancera cet adversaire. Les Giants ne seront plus maîtres de leur sort à la suite des deux défaites consécutives en déplacement en semaines 15 et 16. Malgré une victoire facile contre les Eagles (démobilisés depuis longtemps), les Redskins (emmenés par leur brillant rookie QB Richard Griffin III), s’assurent leur place en playoffs grâce à leur victoire 40-32 en dernière semaine sur les Saints.

## Récompenses individuelles
Prix individuel AP de la saison : -
Sélectionné en équipe All-Pro : -
Meilleurs joueurs de la semaine/du mois : 
- Meilleur joueur offensif de la semaine 2 : Hakeem Nicks [7]
- Meilleur joueur d'équipe spéciale de la semaine 3 : Lawrence Tynes[8]
- Meilleur joueur défensif de la semaine 6 : Antrel Rolle[9]
- Meilleur joueur défensif de la semaine 8 : Stevie Brown[10]
- Meilleur joueur d'équipe spéciale du mois d'octobre 2012 : Lawrence Tynes[11]
- Meilleur joueur d'équipe spéciale de la semaine 14 : David Wilson[12]
- Meilleur joueur défensif de la semaine 17 : Stevie Brown[13]

Le FedEx Air meilleur joueur de la semaine (Quaterbacks) :
- Semaine 2 : Eli Manning

Le FedEx Ground meilleur joueur de la semaine (Running Back):
- Semaine 5 : Ahmad Bradshaw

## Les Classements 2012[15]

### Division NFC Est
| NFC Est                 | NFC Est | NFC Est | NFC Est | NFC Est | NFC Est    | NFC Est     | NFC Est   | NFC Est     |
| Équipes                 | G       | P       | N       | Pct.    | Div. (G-P) | Conf. (G-P) | Pts. Pour | Pts. Contre |
| ----------------------- | ------- | ------- | ------- | ------- | ---------- | ----------- | --------- | ----------- |
| (3) Washington Redskins | 10      | 6       | 0       | .625    | 5-1        | 8-4         | 436       | 388         |
| New York Giants         | 9       | 7       | 0       | .563    | 3-3        | 8-4         | 429       | 344         |
| Dallas Cowboys          | 8       | 8       | 0       | .500    | 3-3        | 5-7         | 376       | 400         |
| Phiadelphia Eagles      | 4       | 12      | 0       | .250    | 1-5        | 2-10        | 280       | 444         |

### Conférence NFC
| Classement final NFC - Saison 2012 | Classement final NFC - Saison 2012 | Classement final NFC - Saison 2012 | Classement final NFC - Saison 2012 | Classement final NFC - Saison 2012 | Classement final NFC - Saison 2012 | Classement final NFC - Saison 2012 | Classement final NFC - Saison 2012 | Classement final NFC - Saison 2012 | Classement final NFC - Saison 2012 | Classement final NFC - Saison 2012 | Classement final NFC - Saison 2012 |
| Rang | Équipes                            | Divisions                          | G                                  | P                                  | N                                  | Pct.                               | Div. (G-P)                         | Conf. (G-P)                        | Pts. Pour                          | Pts. Contre                        | Dif. Pts.                          |
| --- | ---------------------------------- | ---------------------------------- | ---------------------------------- | ---------------------------------- | ---------------------------------- | ---------------------------------- | ---------------------------------- | ---------------------------------- | ---------------------------------- | ---------------------------------- | ---------------------------------- |
| Division winners |                                    |                                    |                                    |                                    |                                    |                                    |                                    |                                    |                                    |                                    |                                    |
| 1 | * – Atlanta Falcons                | Sud                                | 13                                 | 3                                  | 0                                  | . 813                              | 3-3                                | 9-3                                | 419                                | 299                                | 120                                |
| 2 | z – 49ers de San Francisco         | Ouest                              | 11                                 | 4                                  | 1                                  | . 719                              | 3-2-1                              | 7-4-1                              | 397                                | 273                                | 124                                |
| 3 | y – Green Bay Packers              | Nord                               | 11                                 | 5                                  | 0                                  | . 688                              | 5-1                                | 8-4                                | 433                                | 336                                | 97                                 |
| 4 | y – Seattle Seahawks               | Ouest                              | 11                                 | 5                                  | 0                                  | . 688                              | 3-3                                | 8-4                                | 412                                | 245                                | 167                                |
| Wild cards |                                    |                                    |                                    |                                    |                                    |                                    |                                    |                                    |                                    |                                    |                                    |
| 5 | w – Washington Redskins            | Est                                | 10                                 | 6                                  | 0                                  | . 625                              | 5-1                                | 8-4                                | 436                                | 388                                | 48                                 |
| 6 | w – Minnesota Vikings              | Nord                               | 10                                 | 6                                  | 0                                  | . 625                              | 4-2                                | 7-5                                | 376                                | 348                                | 31                                 |
| Non qualifiés pour les playoffs |                                    |                                    |                                    |                                    |                                    |                                    |                                    |                                    |                                    |                                    |                                    |
| 7 | Bears de Chicago                   | Nord                               | 10                                 | 6                                  | 0                                  | . 563                              | 3-3                                | 8-4                                | 375                                | 277                                | 98                                 |
| 8 | New York Giants                    | Est                                | 9                                  | 7                                  | 0                                  | . 563                              | 3-3                                | 5-7                                | 429                                | 344                                | 85                                 |
| 9 | Dallas Cowboys                     | Est                                | 8                                  | 8                                  | 0                                  | . 500                              | 3-3                                | 5-7                                | 376                                | 400                                | -24                                |
| 10 | St. Louis Rams                     | Ouest                              | 7                                  | 8                                  | 1                                  | . 469                              | 4-1-1                              | 6-5-1                              | 299                                | 348                                | -49                                |
| 11 | Carolina Panthers                  | Sud                                | 7                                  | 9                                  | 0                                  | . 438                              | 3-3                                | 5-7                                | 357                                | 363                                | -6                                 |
| 12 | New Orleans Saints                 | Sud                                | 7                                  | 9                                  | 0                                  | . 438                              | 3-3                                | 5-7                                | 461                                | 454                                | 7                                  |
| 13 | Tampa Bay Buccaneers               | Sud                                | 7                                  | 9                                  | 0                                  | . 438                              | 3-3                                | 4-8                                | 389                                | 394                                | -5                                 |
| 14 | Arizona Cardinals                  | Ouest                              | 5                                  | 11                                 | 0                                  | . 313                              | 1-5                                | 3-9                                | 250                                | 357                                | -107                               |
| 15 | Detroit Lions                      | Nord                               | 4                                  | 12                                 | 0                                  | . 250                              | 0-6                                | 3-9                                | 372                                | 437                                | -65                                |
| 16 | Philadelphia Eagles                | Est                                | 4                                  | 12                                 | 0                                  | . 250                              | 1-5                                | 2-10                               | 280                                | 444                                | -164                               |
| Tie-break (a) |                                    |                                    |                                    |                                    |                                    |                                    |                                    |                                    |                                    |                                    |                                    |
| (a) = Lorsque 3 équipes ou plus sont à égalité, les règlements de la NFL précisent que ces équipes sont départagées tout d'abord par leurs statistiques de division, ensuite de la conférence et s'il y a toujours égalité en fonction de l'équipe qui est a mieux placée au sein de sa division. |                                    |                                    |                                    |                                    |                                    |                                    |                                    |                                    |                                    |                                    |                                    |
| Legendes |                                    |                                    |                                    |                                    |                                    |                                    |                                    |                                    |                                    |                                    |                                    |
| w — Qualifié en wild card |                                    |                                    |                                    |                                    |                                    |                                    |                                    |                                    |                                    |                                    |                                    |
| x — Qualifié en playoff |                                    |                                    |                                    |                                    |                                    |                                    |                                    |                                    |                                    |                                    |                                    |
| y — Gagnant de division |                                    |                                    |                                    |                                    |                                    |                                    |                                    |                                    |                                    |                                    |                                    |
| z — Exempté du premier tour de playoff |                                    |                                    |                                    |                                    |                                    |                                    |                                    |                                    |                                    |                                    |                                    |
| * — Gagne l'avantage du terrain |                                    |                                    |                                    |                                    |                                    |                                    |                                    |                                    |                                    |                                    |                                    |